# Haute-Loire
La Haute-Loire (/ot(ə).lwaʁ/) est un département français situé en région Auvergne-Rhône-Alpes, dans le sud-est du Massif central. Ses habitants sont appelés les Altiligériens (ou Hauts-Ligériens). L'Insee et La Poste attribuent au département le code 43. Sa préfecture est Le Puy-en-Velay.

## Histoire
Le département a été créé à la Révolution française, le 4 mars 1790 en application de la loi du 22 décembre 1789, à partir du Velay et du Brivadois (Auvergne) ainsi que des cantons de Saugues (Gévaudan) et de Bas-en-Basset (Forez), ainsi que de la région de Pradelles qui appartenait au Vivarais. Le Velay, qui constitue les deux tiers du département, faisait partie de la province du Languedoc mais l’éloignement géographique avec Toulouse lui avait permis de jouir d'une grande autonomie.

Carte du département de la Haute-Loire 1790

Le 1er janvier 2016, la région Auvergne, à laquelle appartenait le département, a fusionné avec la région Rhône-Alpes pour constituer la nouvelle région administrative Auvergne-Rhône-Alpes.
Le département n'a pas subi de modification territoriale depuis la date de sa création, mais il a fallu que l'Assemblée Nationale confirme le 8 juin 1792 l'appartenance exclusive au département des communes de Riotord et de Saint-Ferréol-d'Auroure : en 1790, ces deux communes figuraient à la fois dans la liste des communes de la Haute-Loire et dans celle du département de Rhône-et-Loire (qui a été divisé en 1793 pour former les départements de la Loire et du Rhône). 
En occitan, le nom du département peut se dire Leger-Naut (au masculin et sans article) ; dans l'est du Velay, on dit Leir-Naut ou Leir-Nalt. On trouve aussi la forme francisée Nalta-Lèira ou Nauta-Lèira.

La Haute-Loire et les provinces qui occupaient son territoire avant la Révolution :
Auvergne
Velay (partie du Languedoc)
Gévaudan (partie du Languedoc)
Vivarais (partie du Languedoc)
Forez

## Héraldique
| Haute-Loire | Blasonnement : De gueules au senestrochère d'argent mouvant d'une nuée d'azur au flanc dextre et tenant une crosse épiscopale d'or, senestré d'un dextrochère aussi d'argent mouvant d'une nuée d'azur au flanc senestre et tenant une épée d'argent garnie d'or, à la bordure engrêlée d'argent. |

Ce blason a été proposé en 1950 par l'héraldiste Robert Louis. Il reprend les armes de l'ancienne province du Velay. Il n'a pas de caractère officiel contrairement au logo du Conseil départemental.

## Géographie

### Généralités
La Haute-Loire est limitrophe des départements de la Loire, de l'Ardèche, de la Lozère, du Cantal et du Puy-de-Dôme.
Le département porte une dénomination qui indique sa situation en amont de la Loire qui l'arrose du sud au nord. Il est également traversé par l'Allier.

Paysages de la Haute-Loire :
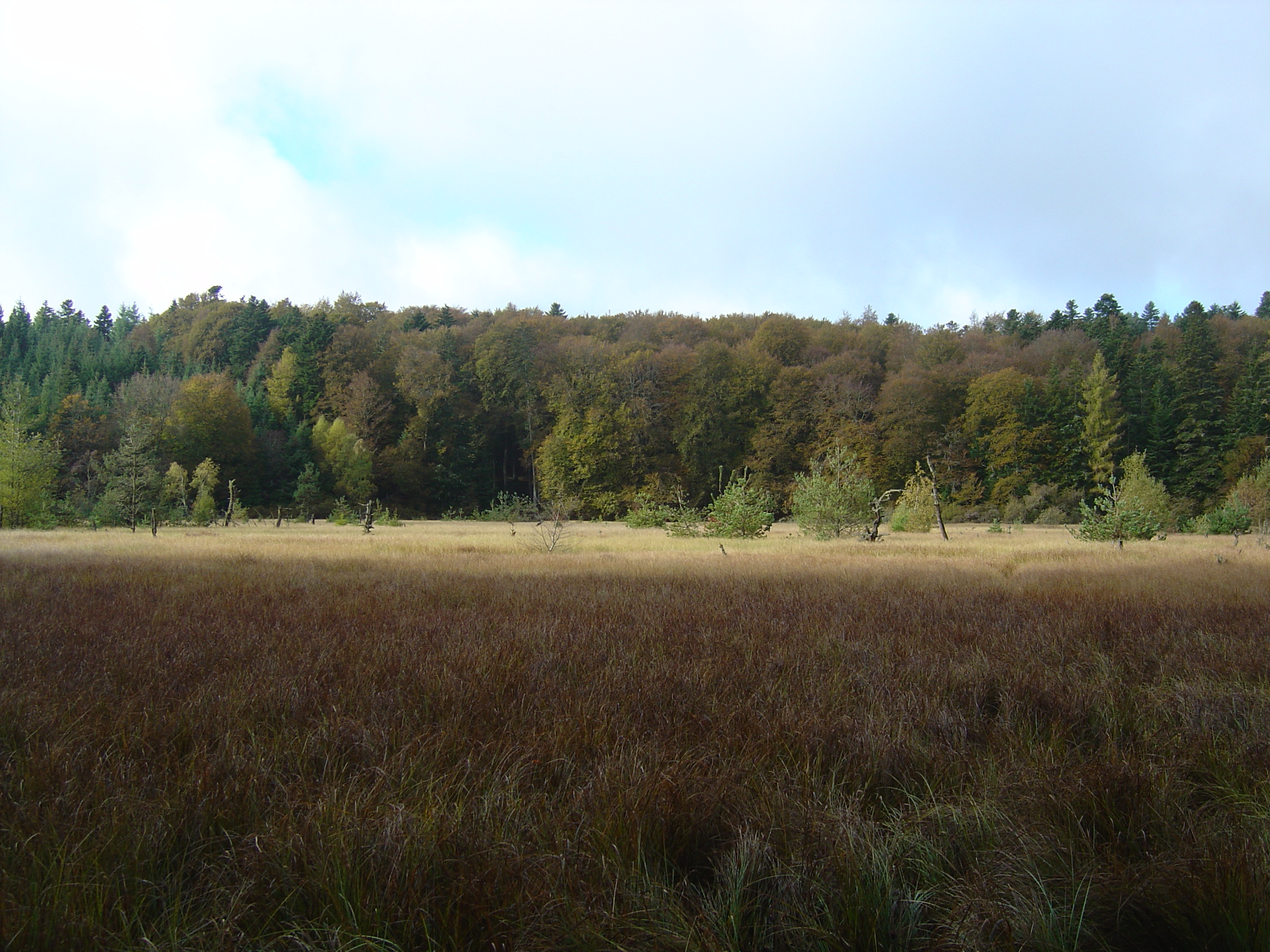
La tourbière Mont Bar au nord-ouest.
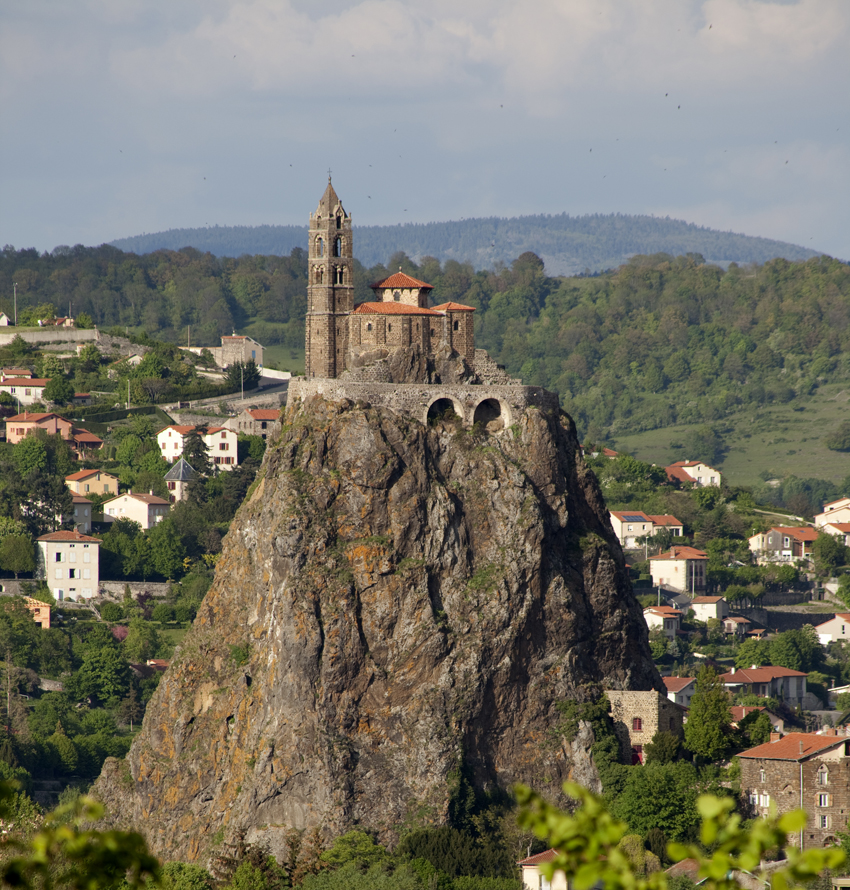
Église Saint-Michel d'Aiguilhe, Le Puy-en-Velay, au centre.
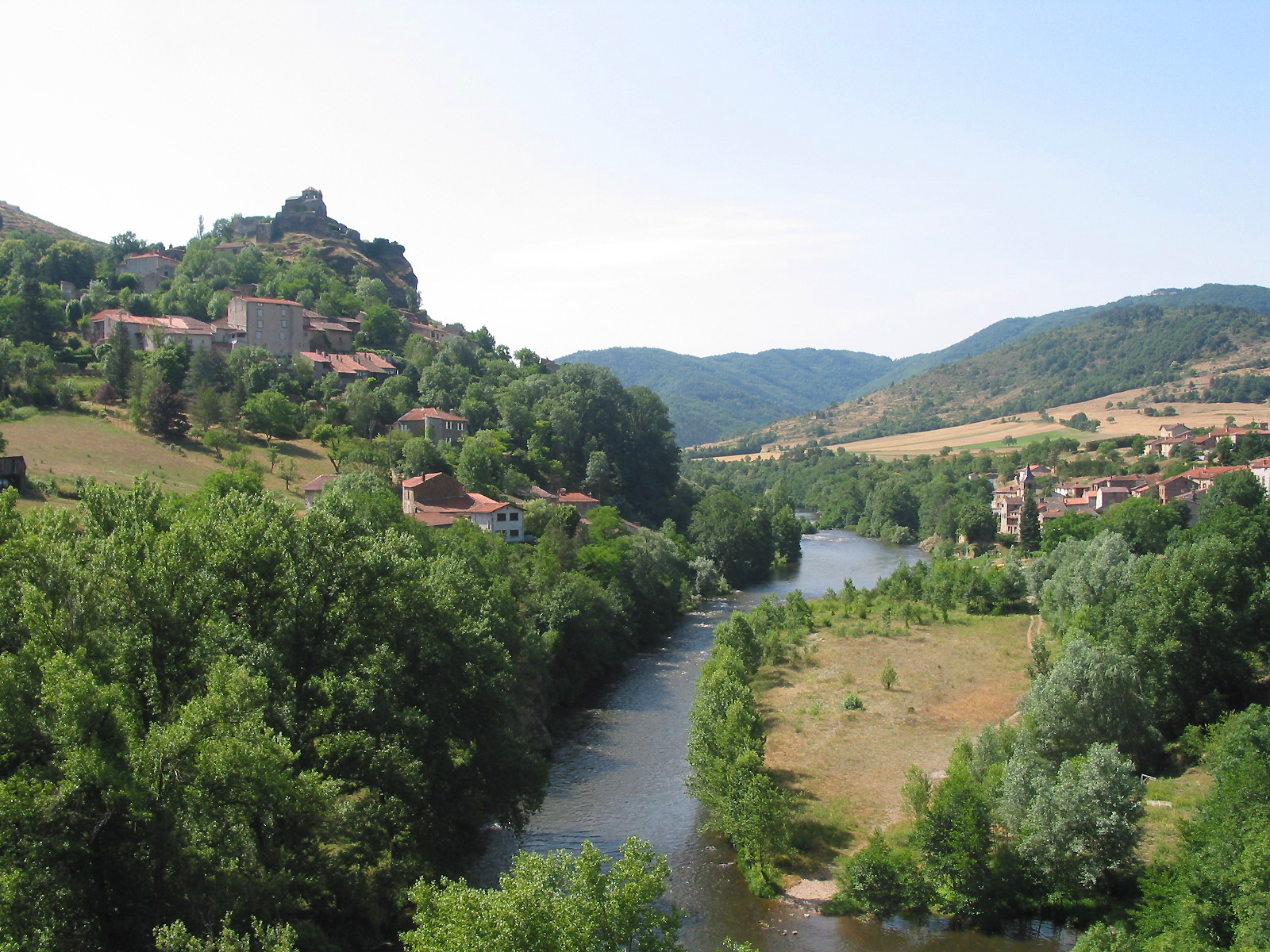
Saint-Ilpize et Villeneuve-d'Allier, dans l'ouest.
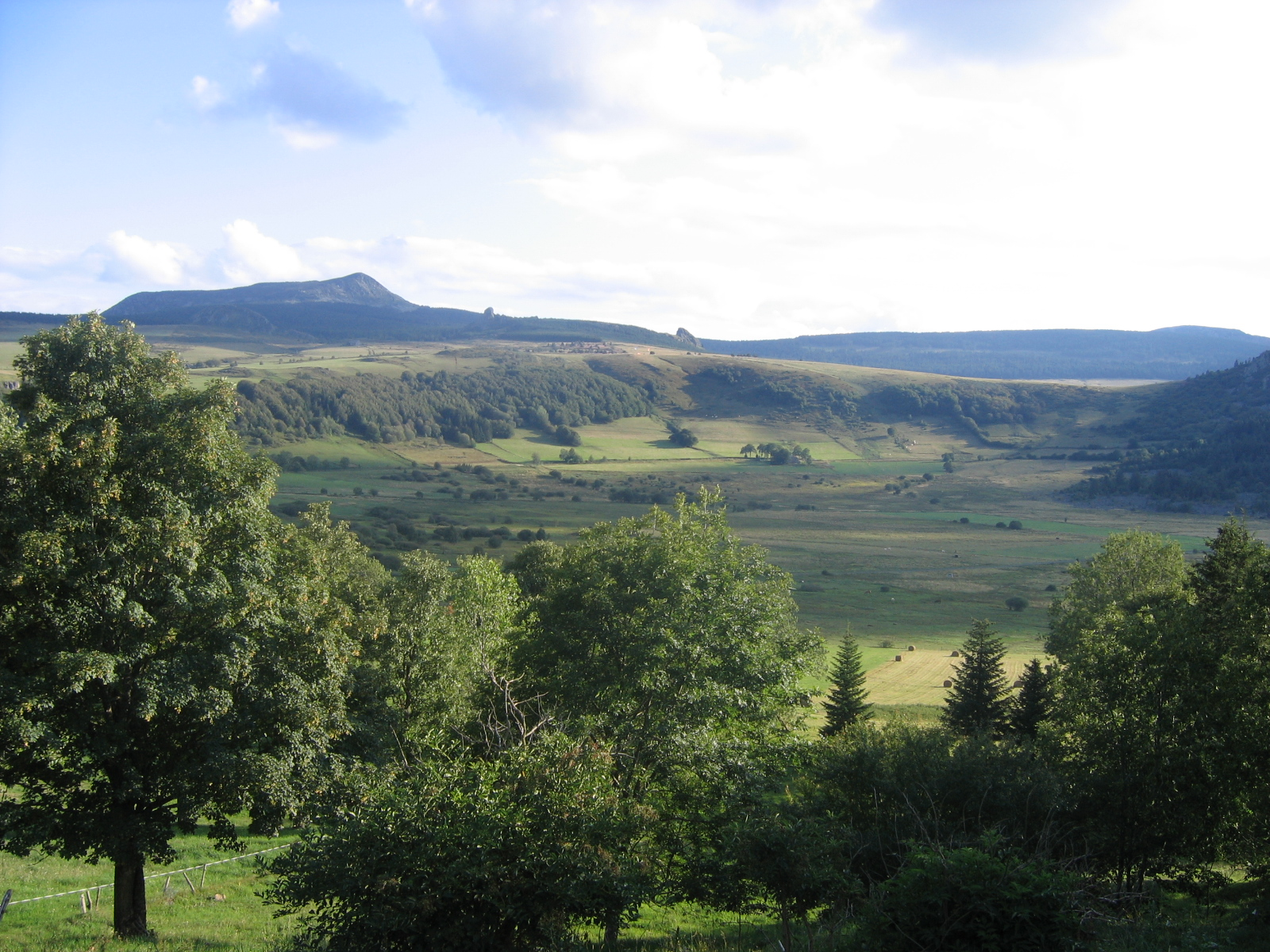
Le mont Mézenc depuis la commune de Chaudeyrolles, dans le sud-est.
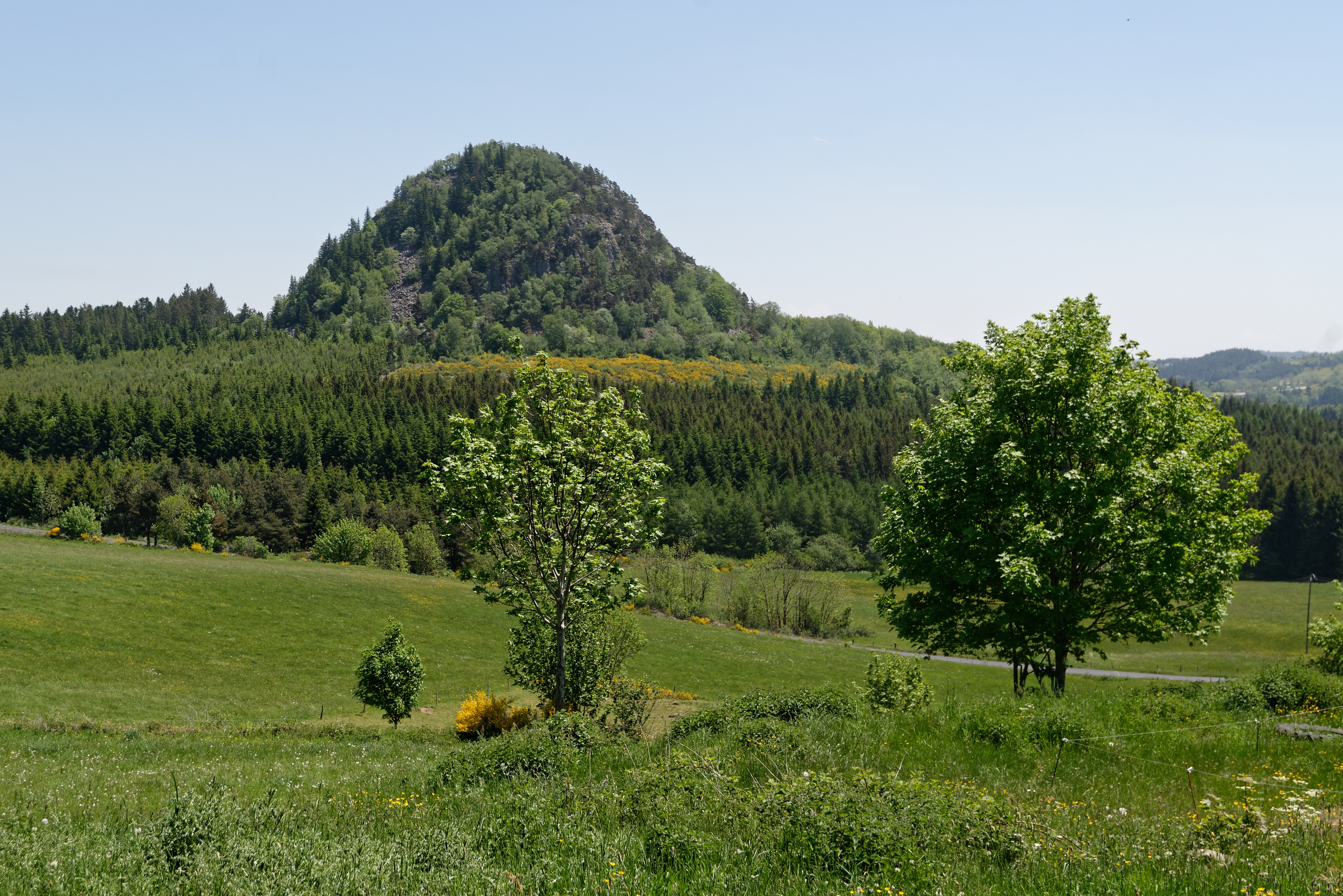
Le suc d'Achon, dans le Meygal.

### Relief

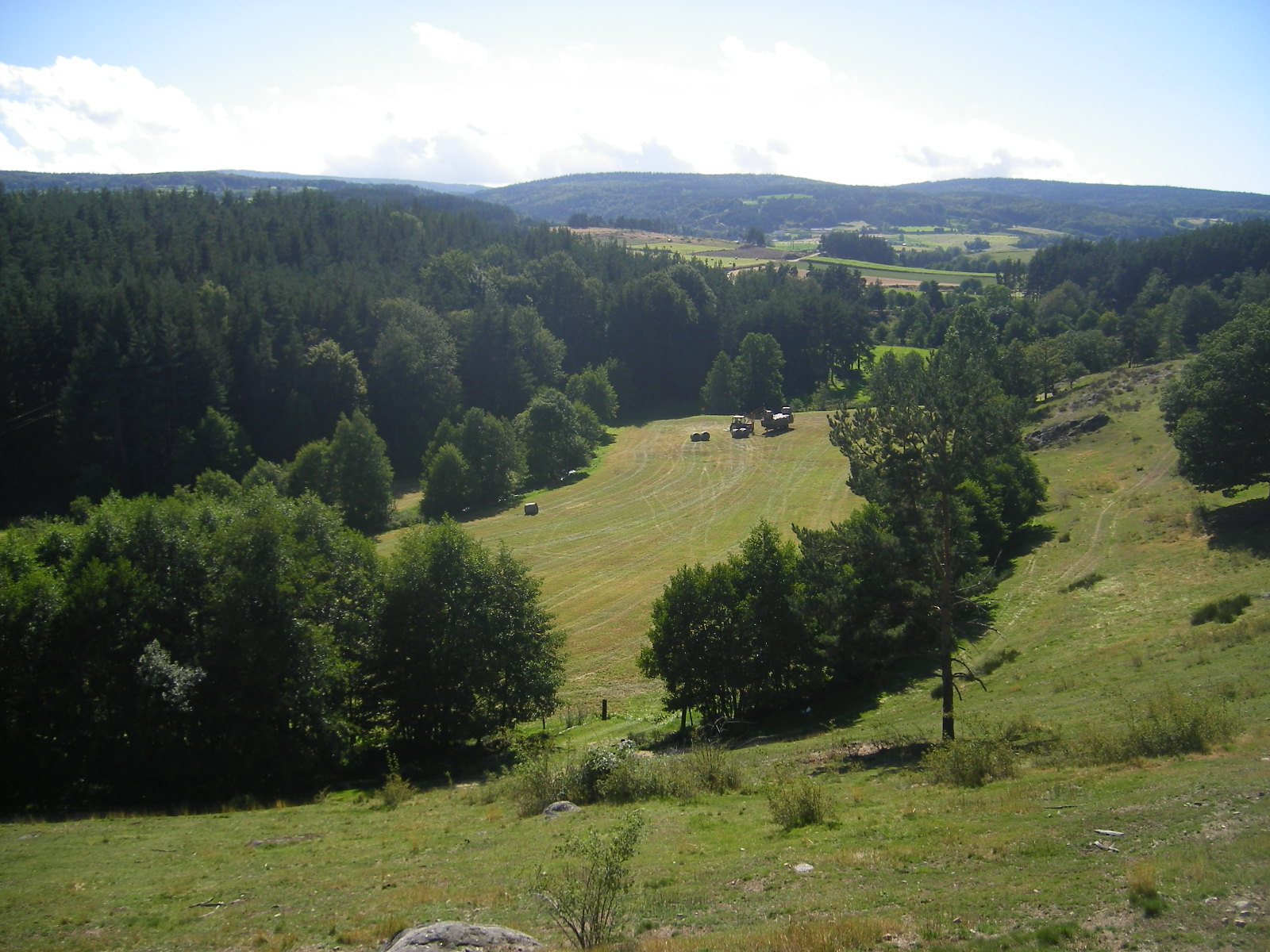
Paysage de Margeride, à Saugues.

La Haute-Loire est intégralement située dans la partie centre-est du Massif central. Si elle n'en est pas le département le plus élevé (elle culmine à 1 753 m d'altitude, au sommet nord du mont Mézenc), son altitude moyenne demeure forte. Les deux-tiers de la Haute-Loire dépassent 800 m d'altitude et son point le plus bas est situé à 393 m au-dessus du niveau de la mer (en France, seules les Hautes-Alpes possèdent une altitude minimale plus élevée).
De façon générale, le relief de la Haute-Loire est délimité par la vallée de l'Allier, qui coule à l'ouest du département en direction du nord-ouest. À l'ouest de l'Allier s'étend la Margeride ; à l'est se trouve la région du Velay. Celle-ci est traversée par plusieurs vallées, dont celles de la Loire et du Lignon du Velay. De plus, certains secteurs du département ont des noms précis en rapport à leur mont : le massif du Mézenc et le Meygal.

### Géomorphologie
La composition géologique de la Haute-Loire est variée : les terrains primaires cristallins dominent sur les trois quarts du département. Pour le reste on trouve des paysages volcaniques tertiaires ou quaternaires et des zones sédimentaires tertiaires.
Trois types de paysages se trouvent ainsi en Haute-Loire : les hautes terres cristallines sur la moitié nord du département, des massifs volcaniques et deux zones en dépression.
Appartiennent aux hautes terres cristallines les plateaux de la Chaise-Dieu, de Craponne, du Velay et de la Margeride.
Les massifs volcaniques sont ceux du massif Meygal-Mézenc, du massif de Devès (ou Velay basaltique).
Les deux zones de dépression sont celles de la Loire et de l'Allier.

### Hydrographie

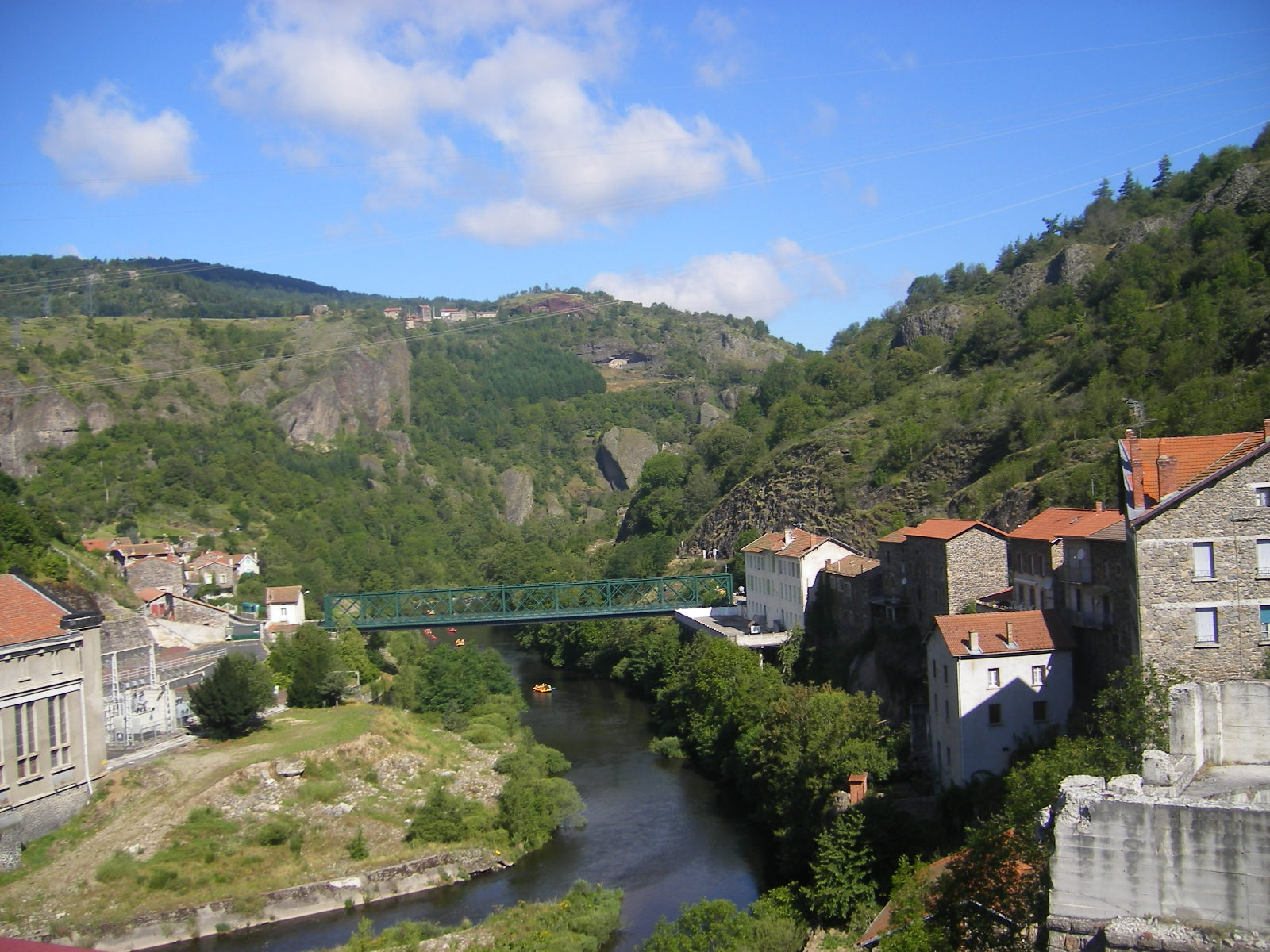
L'Allier, à Monistrol-d'Allier.

La Haute-Loire est parcourue par plus de 700 cours d'eau, répartis entre le bassin versant de l'Allier, dans la partie occidentale du département, et celui de la Loire (leur confluence est plus en aval), dans ses deux tiers orientaux.
Elle comprend une infime partie du bassin du Rhône par le Doux et l'Eyrieux (Rimande)

### Climat
Son climat est de tendance atlantique, avec une continentalité accentuée par les montagnes qui l'entourent. Une légère influence méditerranéenne se fait ressentir au niveau des précipitations vers le sud, sud-est du département. Le froid montagnard domine les plateaux, alors que certains villages de la vallée de l'Allier, tels Chilhac, présentent des micro-climats remarquables. Le climat orageux est parfois présent, surtout en été et sur les plateaux. La température est assez froide l'hiver avec gel et neige. Au cours du vingti̠ème siècle les chutes de neige sont particulièrement importantes en 1903, le Puy est alors très isolé, 1938, 1956, 1957, 1971.

### Transports et communication

#### Réseau routier
Ponts
- Transports collectifs de voyageurs

#### Réseau ferré
Le réseau est celui du TER Auvergne-Rhône-Alpes.
Gares ferroviaires
La principale gare du département est la gare du Puy-en-Velay.

## Administration et politique

### Préfecture, sous-préfectures, arrondissements
La préfecture de la Haute-Loire est Le Puy-en-Velay, commune la plus peuplée du département (18 947 habitants en 2020) et centre de la principale agglomération. Le département possède également deux sous-préfectures : Brioude (6 537 habitants en 2020) et Yssingeaux (7 320 habitants en 2020).
Aussi, la Haute-Loire compte trois arrondissements : Brioude, Le Puy-en-Velay et Yssingeaux. Ce dernier, supprimé lors de la réforme de 1926, fut rétabli par une loi du 1er juin 1942. Par ailleurs, son chef-lieu sous la Révolution était Monistrol-en-Velay (aujourd'hui Monistrol-sur-Loire, ville la plus peuplée de l'arrondissement).

### Cantons et communes
La Haute-Loire est également subdivisée en 19 cantons et 257 communes. Ces dernières sont regroupées en communautés de communes ou au sein de la communauté d'agglomération du Puy-en-Velay.

### Politique
La Haute-Loire dispose de deux députés à l'Assemblée nationale. Pour la législature 2024-2029, il s'agit de Laurent Wauquiez (Groupe Droite républicaine) et Jean-Pierre Vigier, (Groupe Droite républicaine).
La Haute-Loire est représentée au Sénat par deux sénateurs. Pour les périodes 2017-2023 puis 2023-2029, il s'agit de Olivier Cigolotti (UC) et Laurent Duplomb (Groupe Droite républicaine).
Le conseil général devenu conseil départemental de la Haute-Loire compte 38 membres et il est présidé par Marie-Agnès Petit depuis 2021. 
Les vice-présidents sont :
- Philippe Delabre : solidarités territoriales, contractualisation avec les communes et les intercommunalités, ingénierie territoriale, politique départementale de l’habitat et du logement, conventionnement avec les intercommunalités pour l’aide aux entreprises, service départemental d’incendie et de secours
- Florence Teyssier : solidarités humaines, personnes âgées, personnes adultes en situation de handicap, action sociale, insertion, allocations individuelles de solidarité
- Michel BRUN : réseau routier départemental, ouvrages d’arts et grands travaux routiers, usages du numérique et leurs infrastructures
- Brigitte Renaud : attractivité territoriale, tourisme, sports et activités de pleine nature, culture et patrimoine, projets touristiques
- Michel Chapuis : finances, fonds européens, contrat de plan État Région et ensemble des co-financements, achat public, stratégie immobilière et  gestion des bâtiments départementaux, ressources informatiques de la collectivité.
- Christelle Valantin : ressources humaines et communication
- Jean-Paul Vigouroux : enfance et jeunesse, protection maternelle et infantile, petite enfance, protection de l’enfance, actions tournées vers la jeunesse, collèges et collégiens, restauration scolaire et collective, enseignements artistiques, enfants en situation de handicap.
- Annie Ricoux : environnement et développement durable, eau et l’assainissement, milieux aquatiques, agriculture, patrimoines naturels, énergies renouvelables, mobilités douces

| Période     | Identité           | Parti            | Qualité        |
| ----------- | ------------------ | ---------------- | -------------- |
| depuis 2021 | Marie-Agnès Petit  |                  |                |
| depuis 2014 | Jean-Pierre Marcon | UMP              | cadre bancaire |
| 2004 - 2014 | Gérard Roche       | DVD              | médecin        |
| 1976 - 2004 | Jacques Barrot     | CDP puis UDF-CDS | avocat         |
| 1973 - 1976 | Jean-Claude Simon  | RI               | médecin        |
| 1964 - 1973 | Georges Billamboz  | MRP puis CDP     | industriel     |
| 1949 - 1964 | Robert Bouvard     | CNIP             | industriel     |
| 1945 - 1949 | Charles Guillon    | Parti radical    | pasteur        |

- Conseil général de la Haute-Loire
- Liste des députés de la Haute-Loire
- Liste des sénateurs de la Haute-Loire
- Liste des conseillers généraux de la Haute-Loire

## Population et société

### Démographie

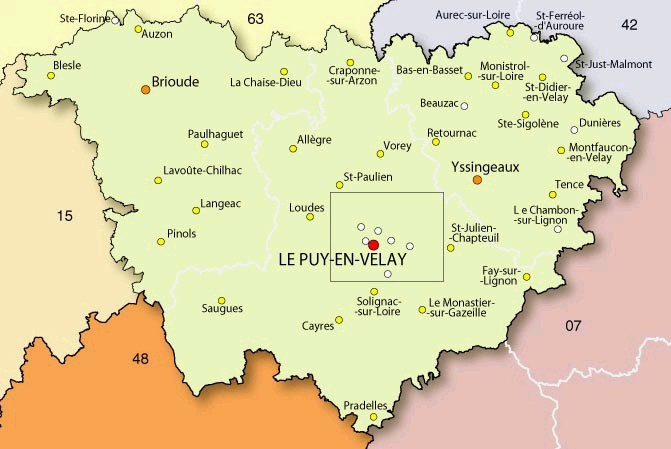
Carte de la Haute-Loire indiquant ses principales communes.

Les habitants de la Haute-Loire sont les Altiligériens.
En 2022, le département comptait 228 161 habitants, en évolution de +0,36 % par rapport à 2016 (France hors Mayotte : +2,11 %).
La Haute-Loire a perdu le tiers de sa population au cours de la première moitié du XXe siècle, et celle-ci est restée plus ou moins constante (mais en très légère hausse) jusqu'aux années 1990. En 2007, la Haute-Loire restait le 86e département français (sur 100) en nombre d'habitants et le 81e au regard de la densité de population.
Le département ne comprend que deux aires urbaines. La première, centrée sur Le Puy-en-Velay, regroupe 28 communes et un peu plus de 66 000 habitants. La deuxième est l'extension en Haute-Loire de l'aire urbaine de Saint-Étienne ; elle concerne 8 communes du nord-est du département, et 15 000 habitants. Trois communes, Saint-Just-Malmont, Saint-Didier-en-Velay et La Séauve-sur-Semène sont polarisées entre ces deux aires urbaines. Les 212 autres communes de la Haute-Loire (environ 125 000 habitants, soit 60 % du département) sont toutes à dominante rurale. Parmi celles-ci, Aurec-sur-Loire, Bas-en-Basset, Brioude, Langeac, Monistrol-sur-Loire, Sainte-Sigolène et Yssingeaux dépassent les 4 000 habitants.

#### Évolution démographique
| 1791 | 1801    | 1806    | 1821    | 1826    | 1831    | 1836    | 1841    | 1846    |
| ---- | ------- | ------- | ------- | ------- | ------- | ------- | ------- | ------- |
| -    | 229 773 | 268 120 | 276 830 | 285 673 | 292 078 | 295 384 | 298 137 | 307 161 |

| 1851    | 1856    | 1861    | 1866    | 1872    | 1876    | 1881    | 1886    | 1891    |
| ------- | ------- | ------- | ------- | ------- | ------- | ------- | ------- | ------- |
| 304 615 | 300 994 | 305 521 | 312 661 | 308 732 | 313 721 | 316 461 | 320 063 | 316 735 |

| 1896    | 1901    | 1906    | 1911    | 1921    | 1926    | 1931    | 1936    | 1946    |
| ------- | ------- | ------- | ------- | ------- | ------- | ------- | ------- | ------- |
| 316 699 | 314 058 | 314 770 | 303 838 | 268 910 | 258 610 | 251 608 | 245 271 | 228 076 |

| 1954    | 1962    | 1968    | 1975    | 1982    | 1990    | 1999    | 2006    | 2011    |
| ------- | ------- | ------- | ------- | ------- | ------- | ------- | ------- | ------- |
| 215 577 | 211 036 | 208 337 | 205 491 | 205 895 | 206 568 | 209 113 | 219 484 | 224 907 |

| 2016    | 2021    | 2022    | - | - | - | - | - | - |
| ------- | ------- | ------- | - | - | - | - | - | - |
| 227 339 | 227 284 | 228 161 | - | - | - | - | - | - |

#### Communes les plus peuplées
| Nom                   | Code Insee | Intercommunalité               | Superficie (km2) | Population (dernière pop. légale) | Densité (hab./km2) | Modifier                                    |
| --------------------- | ---------- | ------------------------------ | ---------------- | --------------------------------- | ------------------ | ------------------------------------------- |
| Le Puy-en-Velay       | 43157      | CA du Puy-en-Velay             | 16,79            | 18 989 (2022)                     | 1 131              | modifier les données · modifier les données |
| Monistrol-sur-Loire   | 43137      | CC Marches du Velay-Rochebaron | 48,25            | 8 874 (2022)                      | 184                | modifier les données · modifier les données |
| Yssingeaux            | 43268      | CC des Sucs                    | 80,57            | 7 380 (2022)                      | 92                 | modifier les données · modifier les données |
| Brioude               | 43040      | CC Brioude Sud Auvergne        | 13,52            | 6 523 (2022)                      | 482                | modifier les données · modifier les données |
| Aurec-sur-Loire       | 43012      | CC Loire et Semène             | 22,44            | 6 133 (2022)                      | 273                | modifier les données · modifier les données |
| Sainte-Sigolène       | 43224      | CC Marches du Velay-Rochebaron | 30,64            | 6 060 (2022)                      | 198                | modifier les données · modifier les données |
| Bas-en-Basset         | 43020      | CC Marches du Velay-Rochebaron | 46,76            | 4 631 (2022)                      | 99                 | modifier les données · modifier les données |
| Brives-Charensac      | 43041      | CA du Puy-en-Velay             | 4,87             | 4 242 (2022)                      | 871                | modifier les données · modifier les données |
| Saint-Just-Malmont    | 43205      | CC Loire et Semène             | 23,28            | 4 220 (2022)                      | 181                | modifier les données · modifier les données |
| Espaly-Saint-Marcel   | 43089      | CA du Puy-en-Velay             | 6,29             | 3 574 (2022)                      | 568                | modifier les données · modifier les données |
| Saint-Didier-en-Velay | 43177      | CC Loire et Semène             | 25,56            | 3 502 (2022)                      | 137                | modifier les données · modifier les données |
| Saint-Germain-Laprade | 43190      | CA du Puy-en-Velay             | 28,09            | 3 459 (2022)                      | 123                | modifier les données · modifier les données |
| Langeac               | 43112      | CC des Rives du Haut Allier    | 33,94            | 3 433 (2022)                      | 101                | modifier les données · modifier les données |
| Vals-près-le-Puy      | 43251      | CA du Puy-en-Velay             | 5,12             | 3 392 (2022)                      | 663                | modifier les données · modifier les données |
| Sainte-Florine        | 43185      | CC Auzon Communauté            | 7,67             | 3 257 (2022)                      | 425                | modifier les données · modifier les données |

### Éducation et enseignement
Le département fait partie de l'académie de Clermont-Ferrand, et accueille divers établissements, listés sur le site académique. En 2019 il existe 186 écoles publiques et 59 écoles privées sous contrat dont une école non confessionnelle et 3 écoles privées hors contrat ; 22 collèges publics et 18 collèges privés ; 7 lycées publics dont 3 lycées d'enseignement général et technologique, 2 lycées polyvalents disposant d'une section d'enseignement professionnel et 2 lycées professionnels) ; 8 lycées privés dont 4 lycées d'enseignement général et technologique), 2 lycées polyvalents disposant d'une section d'enseignement professionnel et 2 lycées professionnels.
L'IUT du Puy-en-Velay est un site de l'Université Clermont-Auvergne et propose, dans des trois départements, des cursus conduisant au Diplôme Universitaire de Technologie en Informatique Graphique, Multimédia et Chimie. Il existe une licence informatique Systèmes Informatiques et Logiciels, formation par alternance, une licence professionnelle Métiers du Numérique et une Licence Professionnelle Qualité-Sécurité-Environnement, sur le site du Puy-en-Velay.

## Environnement

### Réserve naturelle régionale (RNR)
Le département possède une réserve naturelle régionale (RNR) : la réserve naturelle régionale du Cratère du Mont-Bar.

### Réseau Natura 2000
Divers sites sont classés Réseau Natura 2000.

## Économie
La Haute-Loire est un département tourné essentiellement vers l'agriculture dans sa partie occidentale, et davantage vers l'industrie dans sa partie orientale.

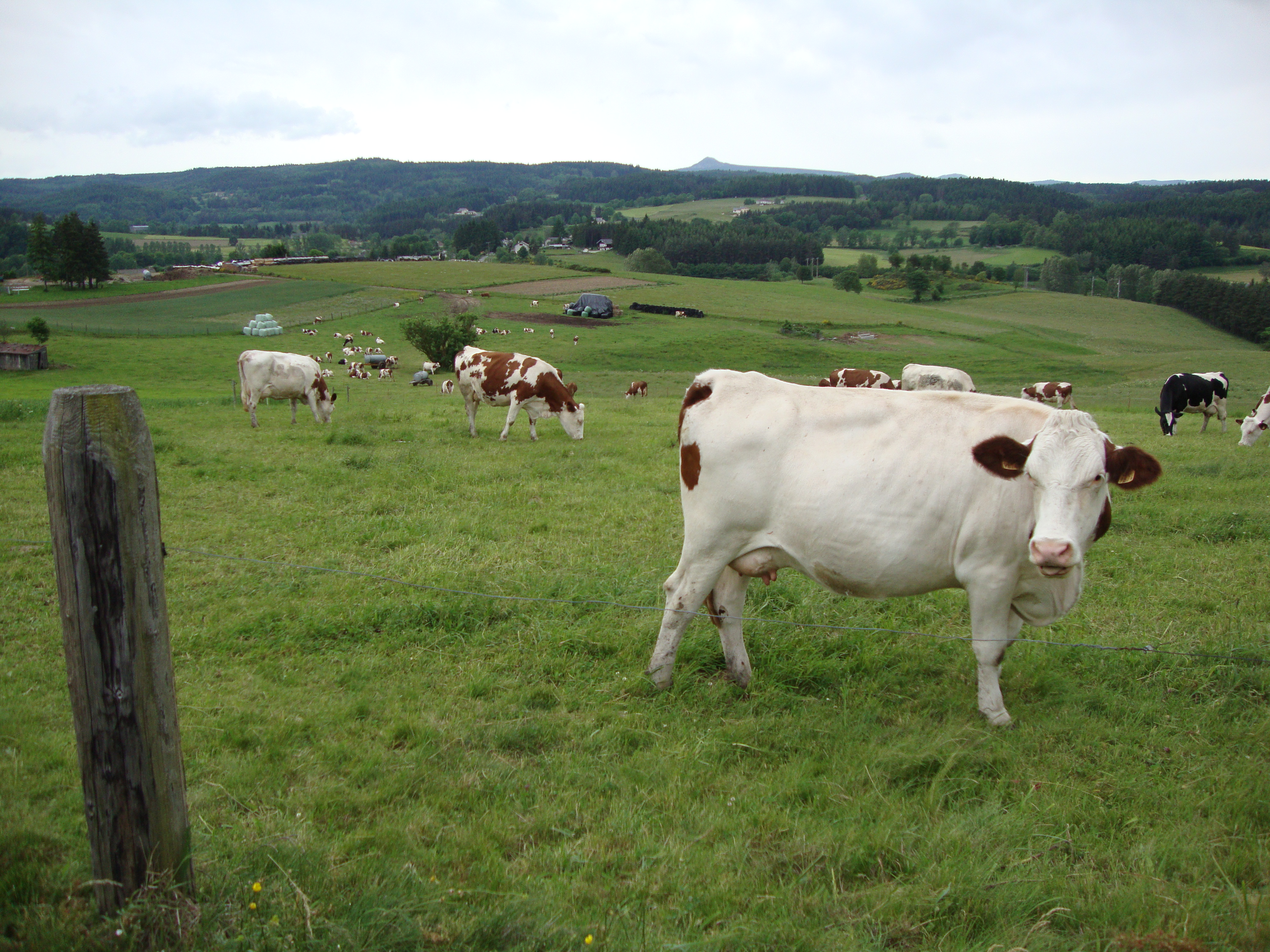
Pâturage à Tence.

### Agriculture
L'agriculture, qui représentait 40 % de la population active en 1968, ne concerne plus que 7 % des actifs au début du XXIe siècle. Mais elle marque le paysage.
L'agriculture met en valeur 235 000 hectares soit près de 50 % de la surface du département.
Il y avait, en 2010, 5 100 exploitations en Haute-Loire ; elles étaient 16 238 en 1970, 12 225 en 1979, 9 051 en 1988, 6 440 en 2000. avec une superficie moyenne de 45 hectares (contre 62 ha au niveau régional).
Les exploitations altiligériennes sont majoritairement orientées vers la polyculture-élevage. La production de lait de vache est la plus importante du département avec un effectif de 76 100 têtes pour une production de 407 000 millions de litres (2015). La production de viande bovine est constituée pour près des deux tiers de sa valeur par les « gros bovins » et un tiers par les « veaux de boucherie » (le cheptel allaitant (35 900 têtes) se substitue progressivement au cheptel laitier).
Le territoire de la Haute-Loire est composé d'environ 40 % de forêts (200 000 hectares), ce qui permet une industrie du bois active (papeteries, scieries, etc.).
La culture de céréales (près de 35 000 ha, dont 40 % de blé tendre) constitue la deuxième activité agricole de la Haute-Loire, ainsi que la culture de la lentille, spécialité du département. En 1996, la lentille verte du Puy fut la première appellation d'origine de légume à bénéficier d'une protection grâce à une AOC.

### Grandes entreprises
Au 22 août 2019, le département compte entreprises publiant un chiffre d'affaires annuel de plus de 20 millions d'euros.

### Tourisme
- La forteresse de Saint Vidal à Saint Vidal
- La cascade de la Beaume à Solignac-sur-Loire
- La tourbière du Mont Bar à Allègre
- Le lac du Bouchet au Bouchet-Saint-Nicolas
- Le Mézenc aux Estables
- Les ravins de Corbœuf à Rosières
- Les orgues basaltiques d'Espaly
- Les gorges de l'Allier
- Les gorges de la Loire
- Le lac Bleu à Champclause
- Le chemin de Saint Jacques de Compostelle traversant le département
- La cathédrale du Puy-en-Velay
- La statue de la Vierge Marie au Puy-en-Velay
- La tour Pannessac au Puy-en-Velay
- La statue de saint Joseph à Espaly
- Le rocher Saint-Michel, l'église Saint-Michel d'Aiguilhe, et la chapelle Saint-Clair d'Aiguilhe, sur la commune d'Aiguilhe
- Le château de Polignac
- Le village d'Arlempdes et ses dykes
- La potence à Allègre
- L'abbaye de la Chaise-Dieu[16]
- Le musée de la Bête du Gévaudan à Saugues
- La tour des Anglais à Saugues
- Le mont Mouchet
- Le village de Blesle
- Le village de Lavaudieu[17]
- Le village de Pradelles
- La basilique Saint-Julien à Brioude
- La Maison du Doyenné à Brioude
- Le Doyenné, espace d'art moderne et contemporain, à Brioude
- L'Église Saint-Jean le Balcon du Velay à Lapte[18]

## Spécialités

### La dentelle
- La dentelle, et plus particulièrement la dentelle du Puy, dite aussi dentelle Cluny.

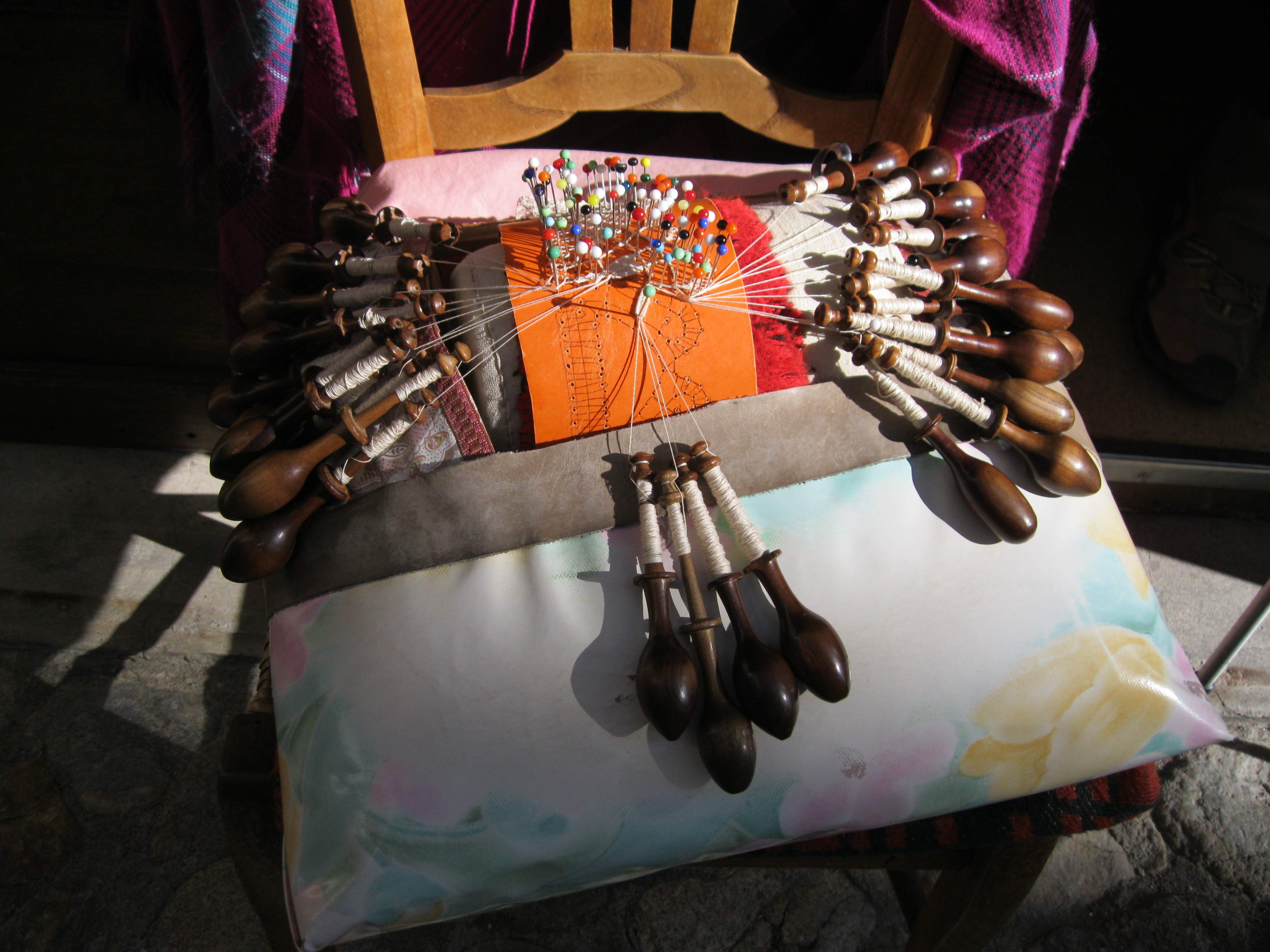
Carreau, fuseaux, épingles et planche de dentelle du Puy.

### Spécialités culinaires
- La lentille verte du Puy AOC/AOP.
- La brioche d'Yssingeaux.
- Le pavé de Pannessac.
- Le délice de l'écureuil.
- Le Fin gras du Mézenc (AOC).

Alcools et autres boissons

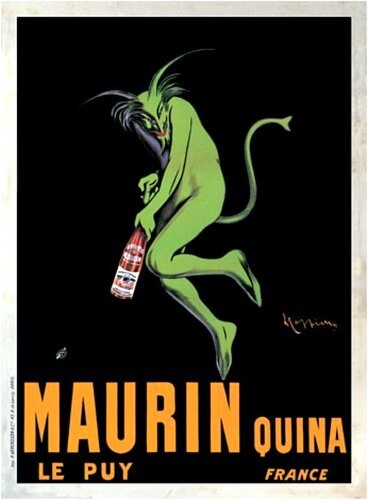
Publicité pour le Maurin, de Leonetto Cappiello, 1906.

- La Verveine du Velay, depuis 1859.
- Le Maurin (Quina), apéritif issu de la macération de cerises, d'amandes douces et de quinquina dans du vin, depuis 1884 au Puy-en-Velay.Apéritif rendu célèbre grâce à la publicité dessinée en 1906 par l’affichiste Leonetto Cappiello.
- Le Batavia d'Yssingeaux, apéritif à base de vin cuit et de gentiane jaune, depuis 1889.
- Crème de myrtilles, crème et liqueur de châtaignes, liqueur de gentiane ; eaux-de-vie.
- La Vellavia, bière blonde du Velay, et la Brasserie de l'Alagnon.

Fromages
- Bleu d'Auvergne, dans le Brivadois.
- La fourme d'Yssingeaux.
- Le velay.
- Le petit chabrioux.
- Le bleu de Loudes.
- Fromage aux artisous.

Autres
- Fruits rouges du verger et des bois, les Perles Rouges des Monts du Velay[19]
- Miels.
- Truite sauvage.

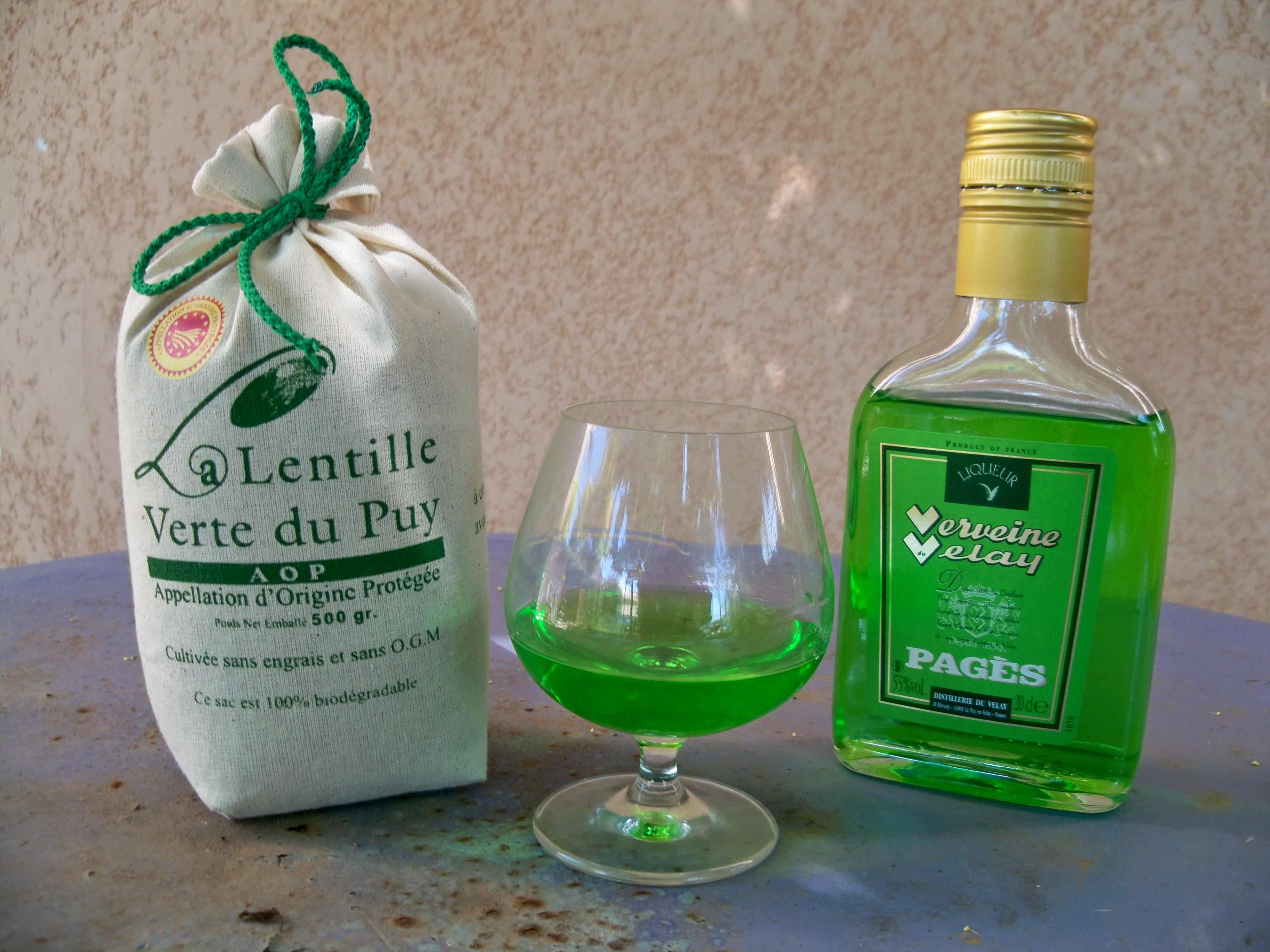
Produits du Velay : sachet de lentilles vertes du Puy (AOP) et verveine du Velay.
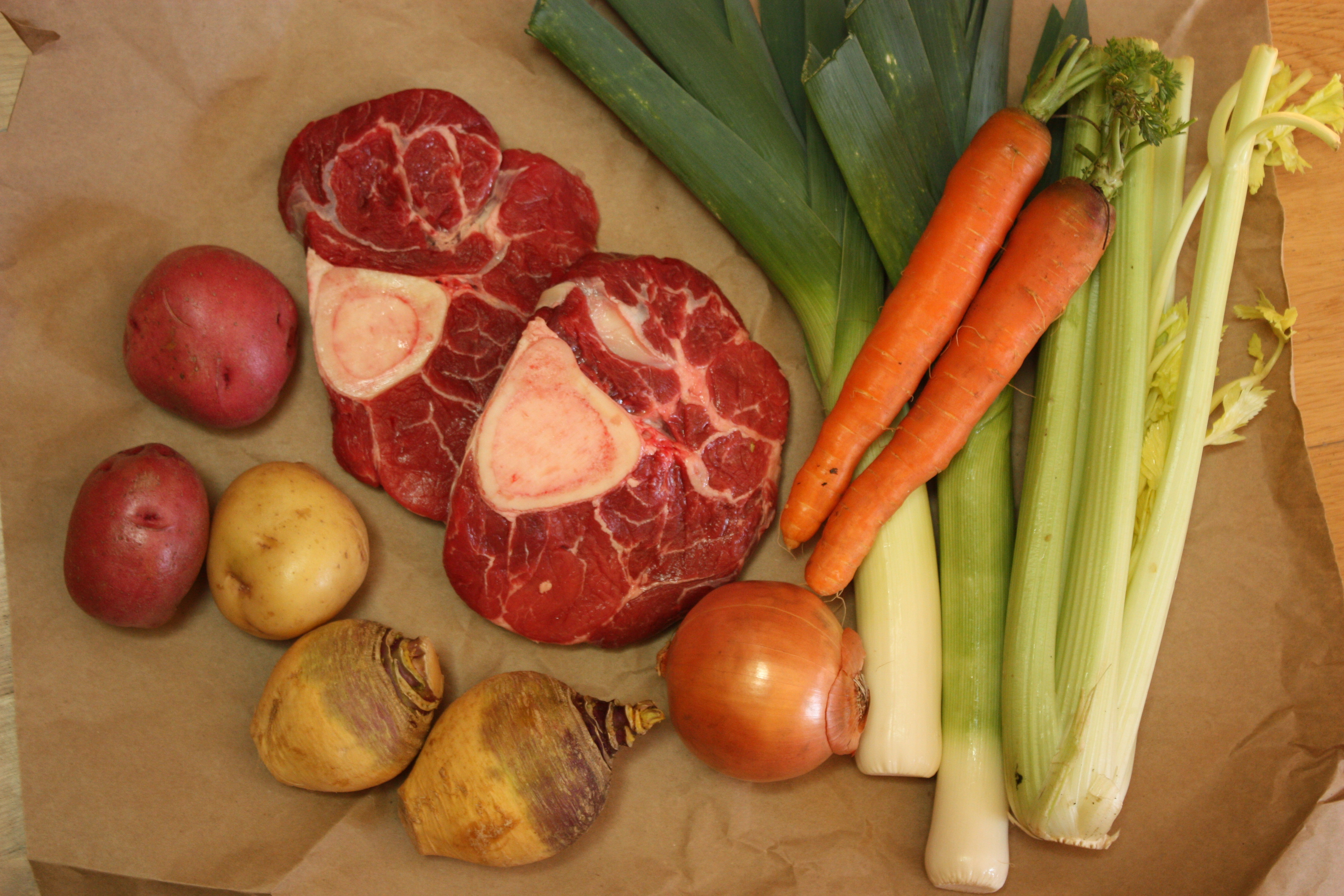
Pot-au-feu et son bœuf fin gras du Mézenc.
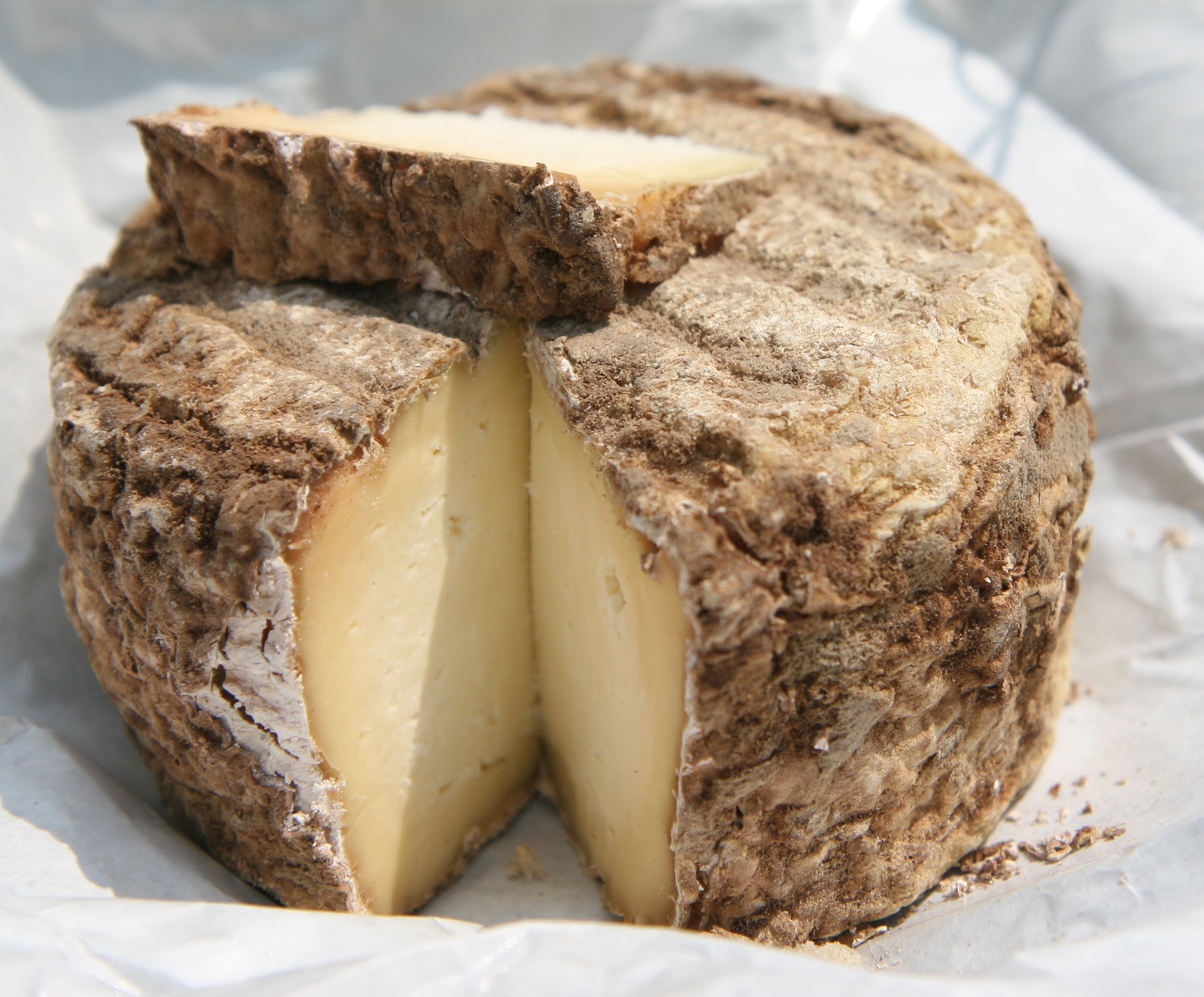
Fromage aux artisous du Velay.

## Patrimoine
Les maisons d’assemblées ou maisons des « béates » participent au patrimoine singulier de la Haute-Loire. En dix ans, le département a aidé à la restauration de 63 maisons d’assemblées.[Quand ?]

## Culture

### Langue
D'après Abel Hugo, en 1835, le langage pouvait varier de canton à canton et même de village à village. L'idiome en usage dans les villes et parmi les classes aisées était la langue française, bien que tout le monde connût le patois local.
L'auteur relève quelques locutions locales, que l'habitude de ce patois a fait mêler à la langue nationale : éclairer la chandelle, pour allumer ; faire feu à quelqu'un, pour éclairer quelqu'un ; soigner (quelqu'un), pour surveiller ; clocher, pour sonner ; tomber quelque chose, pour laisser tomber ; je suis bien de croire, pour je dois être cru ; etc.

### Traditions musicales

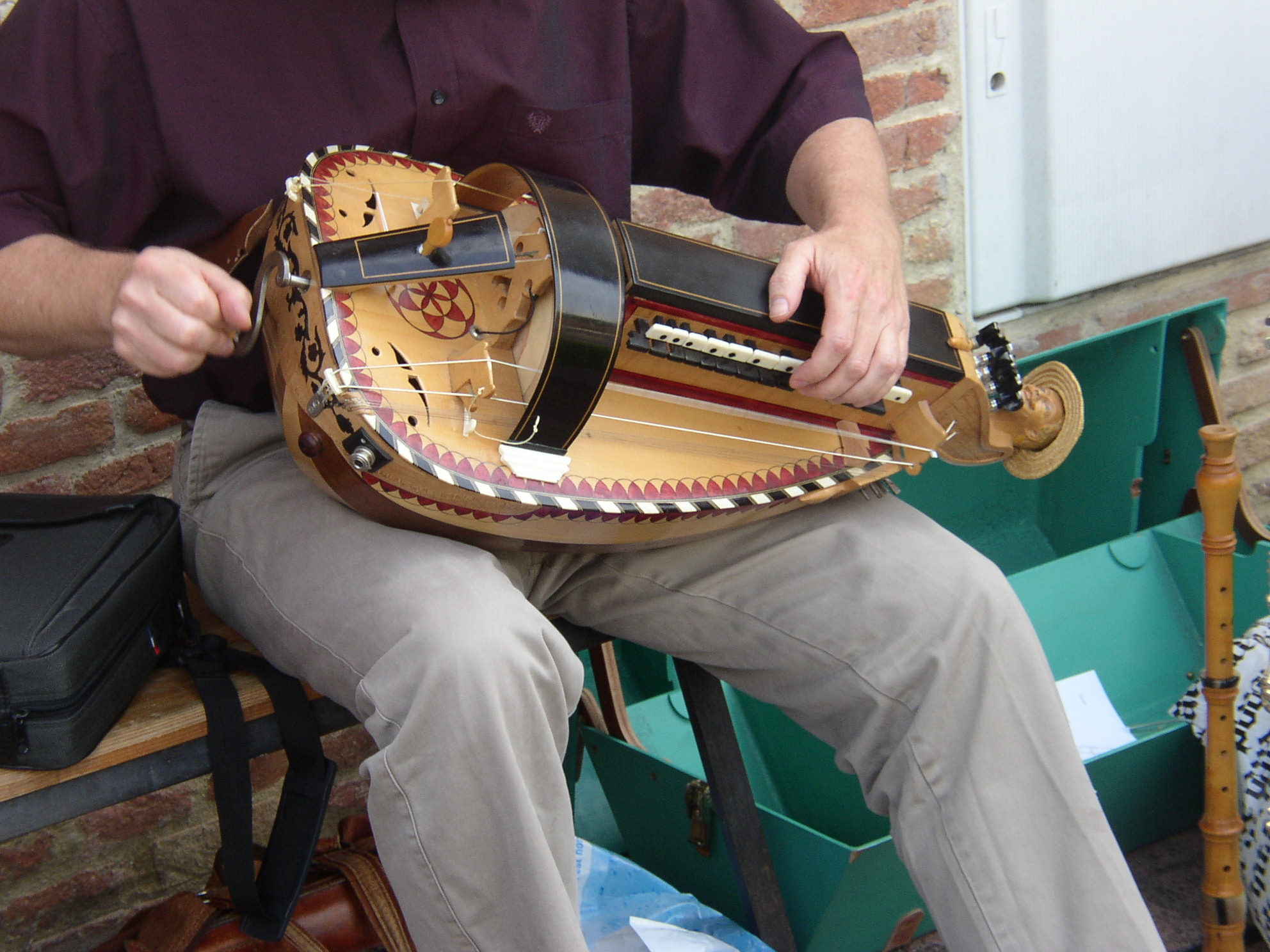
Joueur de vielle à roue.

- Danses : pastourelles, branles et bourrées.
- Instruments : fifre, violon populaire, cornemuse[21], harmonica essentiellement ; vielle à roue ; puis au XXe siècle : accordéon.
- Chansons : Chants de mai du Velay ; La Chanson des Cornards, de la Confrérie des Cornards du Puy-en-Velay, depuis le XVIIe siècle.

### Festivals actuels
Les principaux festivals du département sont :
- Les Fêtes du Roi de l'oiseau, au Puy-en-Velay ; la troisième semaine de septembre.
- Le Festival de musique de La Chaise-Dieu, à La Chaise-Dieu et dans plusieurs lieux culturels et religieux du département : au Puy-en-Velay, à Brioude, Ambert, Saint-Paulien et Chamalières-sur-Loire[22] ; fin août.
- Le Festival country Rendez-Vous à Craponne-sur-Arzon ; fin juillet.
- Le Festival Celte en Gévaudan à Saugues ; début août.
- Le Festival du Monastier : la Musique des cuivres[23], au Monastier-sur-Gazeille ; début août.La dernière édition, la 25e, de 2013, a entre autres accueilli Paris Combo.
- Le Festival du Chant des Sucs à Yssingeaux et ses alentours ; fin septembre, début novembre.La dernière édition, la 8ème, de 2022, a entre autres accueilli Charlélie Couture, Bobin,Charles Souchon et d'autres ...

- Le Festival du Rire[24] à Yssingeaux ; fin août, début septembre. La dernière édition, la 22e, de 2013, a entre autres accueilli Anne Roumanoff et Mathieu Madénian.

Le Puy-en-Velay organise aussi divers autres festivals.

### Littérature
Le roman Vous auriez pas vu la Jeanne, des fois ? de Charles Exbrayat se déroule en Haute-Loire dans le village imaginaire de Moneyrat-le-Roussi.

## Personnalités liées au département
Quelques personnalités :
- Le Marquis de La Fayette (1757-1834)
- Jules Vallès (1832-1885)
- Charles Dupuy (1851-1923)
- Jules Romains (1885-1972)
- Jean-Louis Prat

Autres personnalités liées :
- à la commune du Puy-en-Velay,
- à la commune de Brioude,
- à la commune d'Yssingeaux,
- à la commune de Monistrol-sur-Loire.